# Mariana Coelho
Mariana Coelho (Distrito de Vila Real, Portugal, 10 de setembro de 1857 ou 1872 Curitiba, 29 de novembro de 1954) foi educadora, escritora, ensaísta, poetisa, jornalista e uma das pioneiras do feminismo no Brasil. Naturalizou-se brasileira em 1939.

## Biografia

### Juventude e ascendência
Nascida Mariana Teixeira Coelho, era filha do farmacêutico Manoel Antônio Ribeiro Coelho e de Maria do Carmo Teixeira Coelho, irmã dos literatos Professor Carlos Alberto Teixeira Coelho e do Capitão Thomaz Alberto Teixeira Coelho. Mariana Coelho tinha fortes relações com a região do Distrito de Vila Real, tendo vivido parte de sua vida, na Quinta de Valcovo, na região de Vila Real. Mariana Coelho, pela família do avô materno, era descendente do Fidalgo Antônio Correia de Barros da Mesquita Pimentel, Senhor da Casa da Capela de Nossa Senhora da Conceição de Sabrosa, sendo este descendente de Afonso Botelho, 1º Alcaide-mór de Vila Real.

### Imigração para o Brasil
Imigrou para o Brasil em 1892, fixando-se em Curitiba. Em 1902, fundou, em Curitiba, o  Colégio Santos Dumont (1902-1917), onde lecionou e foi diretora por mais de quinze anos. A instituição foi premiada com Medalha de Ouro na Exposição Nacional Comemorativa do 1º Centenário da Abertura dos Portos do Brasil de 1908, no Rio de Janeiro, tendo sido visitada por Santos Dumont, em 1916, quando de passagem pelo Estado do Paraná.
Posteriormente, em Curitiba, foi diretora da Escola Profissional República Argentina - atual Centro Estadual de Capacitação em Artes Guido Viaro.
Em 1902, participou da fundação da Loja Maçônica Filhas de Acácia n. 0767, em Curitiba, como oradora, ao lado da Baronesa do Serro Azul, viúva do Barão do Serro Azul. Na ocasião, pronunciou seu consagrado Discurso.
Em 1908, publicou o O Paraná Mental, com proêmio de Rocha Pombo, obra que recebeu Medalha de Prata na Exposição Nacional Comemorativa do 1º Centenário da Abertura dos Portos do Brasil, em 1908.
Em 1911, participou do 3o. Congresso de Geografia do Estado do Paraná: era a única mulher a figurar entre os representantes do Paraná. Proferiu, ao final, discurso muito aplaudido.

### Atuação como feminista
Sua atuação como feminista já se revela no século XIX, sendo sua obra de maior destaque a Evolução do Feminismo: um "trabalho que tem de ficar em nossa história literária", na opinião de Rocha Pombo.
Integrou a Federação Brasileira pelo Progresso Feminino, participando dos congressos feministas de 1922, 1933 e 1936. Foi colaboradora do jornal feminista O Corymbo.
Foi associada e influenciou a criação do Centro Paranaense Feminino de Cultura, em Curitiba, em 1933, com a publicação de sua obra "Evolução do Feminismo", tendo proferido palestra intitulada "Um Brado de Revolta contra a Morte Violenta
É patrona da cadeira n. 30 da Academia Paranaense de Poesia e da cadeira n. 28 da Academia Feminina de Letras do Paraná.
Foi membro do Instituto Neo-Pitagórico, fundado por Dario Persiano de Castro Vellozo.
Em estudo sobre o feminismo no Brasil, em especial no Paraná, Zahidé Muzart caracterizou Mariana Coelho como a "Beauvoir tupiniquim", referindo-se à francesa Simone de Beauvoir.
Em 1939, naturalizou-se brasileira.

## Lista de obras
Com destaque para A Evolução do Feminismo: subsídios para a sua história,  Mariana Coelho é autora de:
- Discurso, 1902;
- O Paraná Mental, 1908. Obra com proêmio de Rocha Pombo. Reeditado pela Imprensa Oficial do Paraná em 2002;
- A Evolução do Feminismo: subsídios para a sua história, 1933. Reeditado pela Imprensa Oficial do Paraná em 2002;
- Um Brado de Revolta contra a Morte Violenta, 1935;
- Linguagem 1937;
- Cambiantes: contos e fantasias, 1940; e
- Palestras Educativas, 1956. Obra póstuma publicada pelo Centro de Letras do Panará.